# Campionat de Zúric 1986
L'edició del 1986 fou la 71a del Campionat de Zuric. La cursa es disputà el 4 de maig de 1986, pels voltants de Zúric i amb un recorregut de 237,5 quilòmetres. El vencedor final fou el portuguès Acácio da Silva, que s'imposà per davant de Steve Bauer i Adri van der Poel.

## Classificació final
|    | Ciclista                   | Equip                 | Temps      |
| -- | -------------------------- | --------------------- | ---------- |
| 1  | Acácio da Silva            | Malvor-Bottecchia     | 6h 49' 23" |
| 2  | Steve Bauer                | La Vie Claire-Radar   | m. t.      |
| 3  | Adri van der Poel          | Kwantum Hallen-Yoko   | m. t.      |
| 4  | Greg LeMond                | La Vie Claire-Radar   | m. t.      |
| 5  | Jean-Philippe Vandenbrande | Hitachi-Marc-Splendor | m. t.      |
| 6  | Jesper Worre               | Santini-Cierre        | m. t.      |
| 7  | Dag Erik Pedersen          | Ariostea              | m. t.      |
| 8  | Jürg Bruggmann             | Cilo-Aufina           | m. t.      |
| 9  | Johan van der Velde        | Panasonic-Merckx      | m. t.      |
| 10 | Teun van Vliet             | Panasonic-Merckx      | m. t.      |